# Echinoderes pacificus
Echinoderes pacificus är en djurart som tillhör fylumet pansarmaskar, och som beskrevs av Schmidt 1974. Echinoderes pacificus ingår i släktet Echinoderes och familjen Echinoderidae. Inga underarter finns listade i Catalogue of Life.